# Carnoy
Carnoy är en kommun i departementet Somme i regionen Hauts-de-France i norra Frankrike. Kommunen ligger i kantonen Combles som tillhör arrondissementet Péronne. År 2018 hade Carnoy 104 invånare.

## Befolkningsutveckling
Antalet invånare i kommunen Carnoy
| Referens: INSEE |